# Giovanni Alessandro Majocchi
Giovanni Alessandro Majocchi (Codogno, 1795 – 1854) è stato un fisico italiano.

Dei paragrandini, 1823
(Fondazione Mansutti, Milano).

Originario della provincia di Lodi, studiò a Cremona e si laureò in fisica e matematica all'Università di Pavia, per poi specializzarsi al Politecnico di Vienna. Una volta tornato in Italia, insegnò matematica a Sondrio e poi fisica al Regio Liceo di Milano. Fu anche socio dell'Accademia Reale di Torino.
Dopo i moti risorgimentali del 1848, continuò la propria attività a Torino. Si occupò in modo particolare di problemi di elettromagnetismo. Scrisse trattati di fisica e di meccanica, inventò un galvanometro e anche un particolare tipo di igrometro a condensazione.
Majocchi prese parte alla polemica sui sistemi di prevenzione contro i fulmini e la grandine, che coinvolse anche Angelo Bellani, Paolo Beltrami, Giuseppe Demongeri, Le Normand, Alexandre Lapostolle, Gaetano Melandri Contessi, Pietro Molossi, Giovanni Battista Nazari, Francesco Orioli, Charles Richardot, Antonio Scaramelli, Charles Tholard e Alessandro Volta. Le compagnie assicurative usarono questi studi per valutare rischi e premi per i campi agricoli.